# Cacau
El cacau (Theobroma cacao, format per Theobroma, "aliment dels déus", i cacau del Nàhuatl o asteca, cacahuatl, "llavor d'origen diví") és un arbre de la família de les esterculiàcies propi de l'Amèrica tropical i actualment molt cultivat al tròpic. També s'anomena cacau a les llavors grasses seques i parcialment fermentades de l'arbre del cacau o cacauer utilitzat per a fer-ne la xocolata. El mot cacau també es fa servir per denominar el cacau en pols, la pols seca que s'obté molent els grans i extraient-ne la mantega de cacau.

## Nomenclatura
El nom genèric Theobroma ("menjar dels déus") deriva del grec θεός (theos) que significa "déu" o "diví", i βρῶμα (broma), que significa "menjar". El nom específic cacau és la hispanització del nom donat a la planta en idiomes mesoamericans indígenes com ara kakaw en Tzeltal, Quitxé i Maia clàssic; kagaw en Popoluca de Sayula; i cacahuatl en nàhuatl que denota la fava del cacau i es pot traduir per "llavor dels déus".

## Ecologia
És un arbre originari dels boscos tropicals de l'Amèrica central i de l'equador d'Amèrica del sud. S'ha introduït en diverses regions tropicals, cultivant-ne a l'Àfrica, Amèrica del sud i el sud-est asiàtic. Pel que fa a l'hàbitat, l'arbre del cacau necessita humitat i calor, clima humit amb una temperatura entre el 20 °C i els 30 °C i una precipitació anual de 1500-2000 mm. També necessita protecció del vent i un sòl porós ric en nitrogen i potassi. Es desenvolupa millor en les terres baixes i rarament el seu cultiu supera els 900 m d'altitud. Creix en boscos tropicals perennifolis molt sovint a l'ombra d'altres arbres més grossos com cocoters i plataners en una zona ecològica que correspon al tròpic humit. El cacau segueix la via fotosintètica C3, que és la ruta més comuna de la fotosíntesi en les plantes. En aquesta via, la primera molècula que es forma durant la fixació de diòxid de carboni (CO₂) és una molècula de 3 carbonis, àcid fosfoenolpirúvic (PEP). Aquest procés ocorre en les cèl·lules del mesòfil de les fulles.

## Països productors
El cacau es conrea principalment a l'oest d'Àfrica, Amèrica Central, Sud Amèrica i Àsia. Segons la producció anual, recollida per la UNCTAD per a l'any agrícola 2005/06, els vuit països amb una producció més gran del món eren (en ordre descendent): Costa d'Ivori 38%, Ghana 19%, Indonèsia 13%, Nigèria 5%, el Brasil 5%, Camerun 5%, Equador 4% i Malàisia 1%. Aquests països representen el 90% de la producció mundial.
Els principals productors també són els principals exportadors, amb l'excepció del Brasil i Malàisia, el consum intern dels quals absorbeix la major part de la seva producció. A l'Amèrica Llatina, per exemple, les exportacions de cacau de República Dominicana superen a les del Brasil.
- Amèrica del Nord: Mèxic
- Amèrica Central: Costa Rica, El Salvador, Guatemala, Hondures, República Dominicana, Panamà, Jamaica, Nicaragua, Grenada i les Antilles
- Amèrica del Sud: Brasil, Equador, Bolívia, Colòmbia, Perú i Veneçuela
- Àfrica: Camerun, la Costa d'Ivori, Ghana, Nigèria, i São Tomé i Príncipe
- Àsia: Indonèsia (Java i Sumatra, principalment), Sri Lanka i Malàisia
- Oceania: Samoa i Nova Guinea

## Descripció
És un arbre de talla petita, perennifoli, que pot arribar a créixer entre els 6 i els 10 metres d'altura tot i que les plantes silvestres poden créixer fins a 20m d'alçada.

### Arrel
L'arrel és pivotant i en condicions favorables pot penetrar fins a més de dos metres de profunditat.

### Fulles
Les fulles són grans, persistents, alternes, lanceolades, el·líptiques o oblongues de 20-35cm de llarg i de 4-15 d'ample.

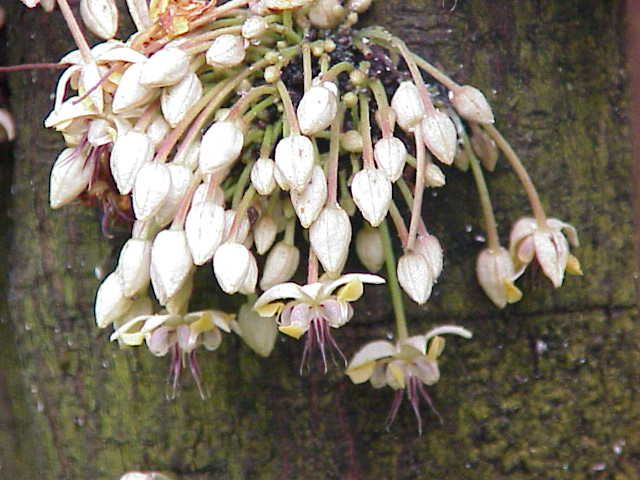
Inflorescència cimosa amb flors obertes

### Flors
Les inflorescències són racemoses fent raïms al llarg del tronc. Aquestes inflorescències, després de produir flors durant alguns anys, es converteixen en tubercles que reben el nom de "coixinets florals". Les flors són hermafrodites, cauliflores i sostingudes per un pedicel d'1 a 3cm. La flor és de color rosa, púrpura i blanca, de 0,5 a 1cm de diàmetre i de 2 a 2,5cm de llarg en forma estrellada. Conté 5 pètals, alterns amb els sèpals i de forma molt singular: comencen estrets en la base, s'eixamplen i es fan còncaus per formar un petita caputxa i terminen en una lígula. Hi ha 5 sèpals, roses, punteguts, àmpliament estesos. Floreix durant tot l'any (principalment a l'estiu i a la tardor). L'androceu conté estaminoids en 2 cicles de 5, amb filaments, sovint sobre un andròfor. El gineceu està constituït per 2-12 carpels soldats, ovari súper i lòculs amb 2 o més primordis seminals. Les flors de cacau són polinitzades per mosques o mosquits forcipomyia de l'ordre Diptera, a diferència de la majoria de flors que són pol·linitzades per abelles (Hymenoptera) o per papallones/arnes (Lepidoptera).

### Fruits

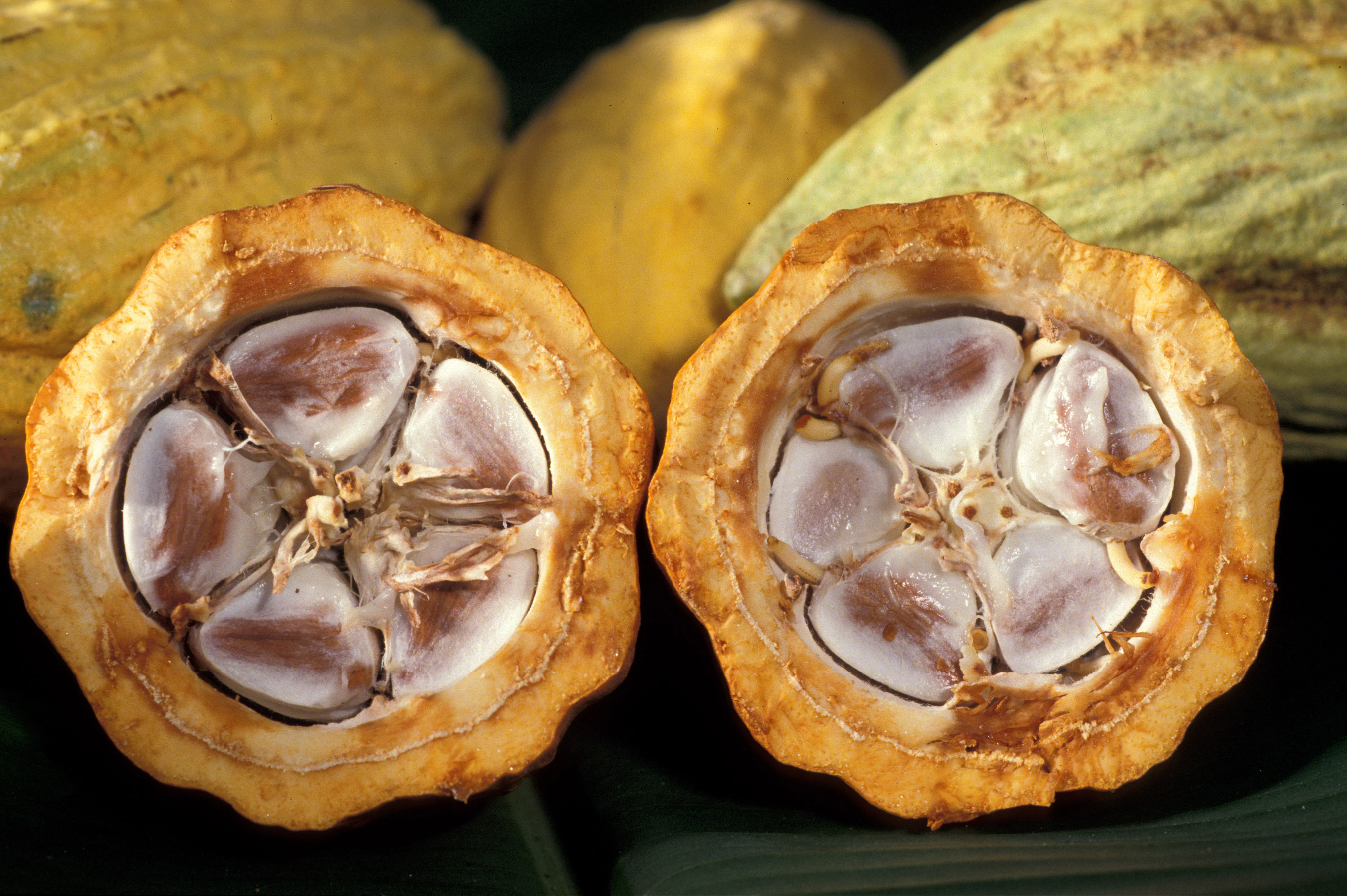
Llavors de cacau dins la fruita xapada

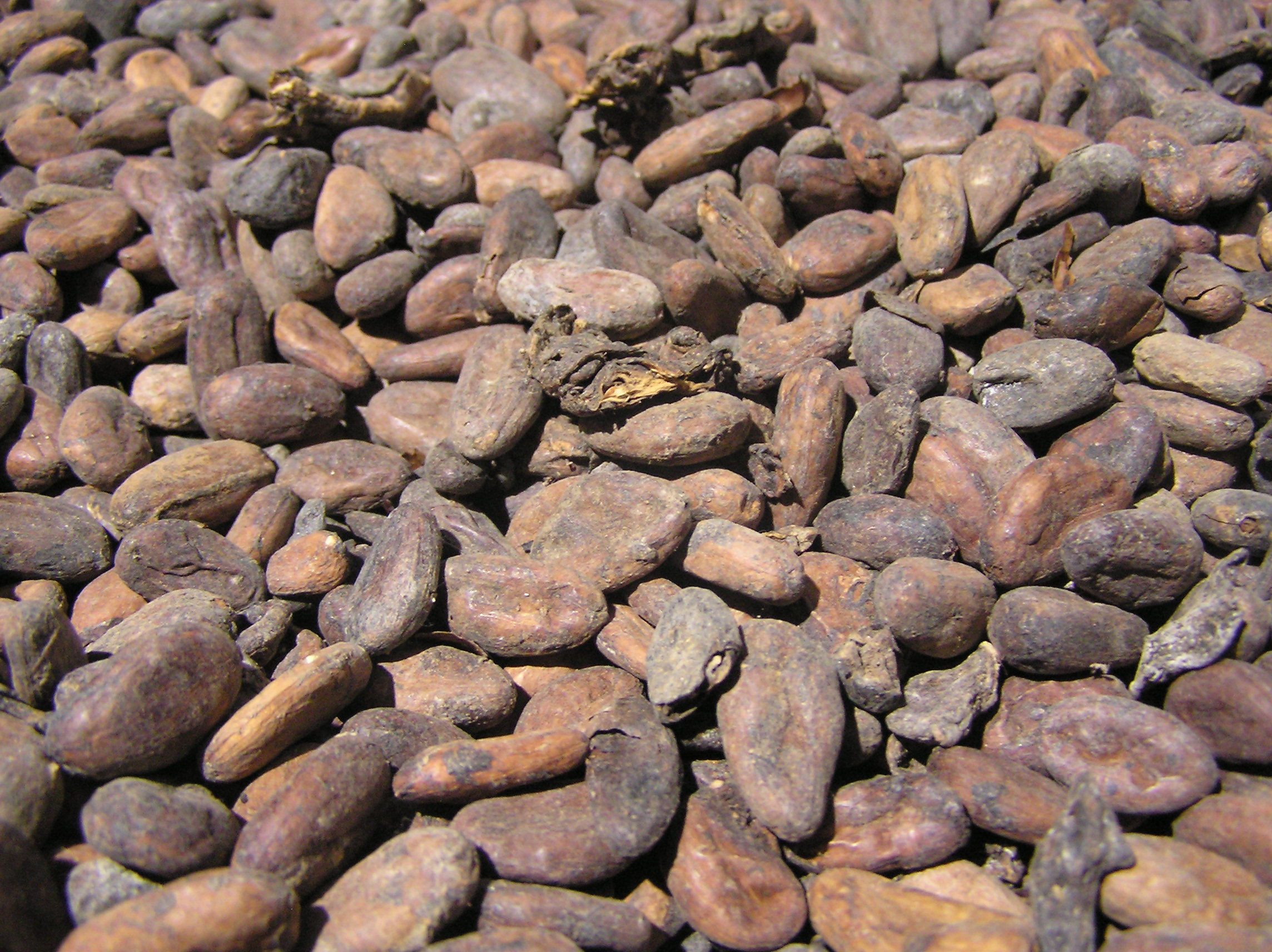
Llavors seques o faves del cacau

Els fruits són baies amb forma de carbassó allargat que, un cop va madurant, es torna de color vermell o groc púrpura i pesa poc menys de mig quilogram. Quan és ben madur té una mida de 15-20 cm de llarg i 10-12 d'ample. Té un exocarp rugós de gairebé 4 cm de gruix. A dins hi ha una polpa rosada, viscosa, dolça i comestible que conté les llavors en un nombre de 20 a 40. Aquestes llavors són grans, ovoides, aplanades, de color xocolata i d'entre 2 i 3 cm de llarg i 1 i 1,5 d'ample. El seu sabor en brut és molt amarg i astringent. Aquestes llavors es troben envoltades per un mesocarpi de color blanc.

## Varietats del cacau
Existeixen tres varietats principals de cacau:
- El crioll o natiu: és el cacau genuí i va ser batejat així pels espanyols en arribar a Mèxic. Es cultiva a Amèrica a Veneçuela, Hondures, Colòmbia, Equador, Nicaragua, Guatemala, Trinitat, Jamaica, Mèxic i Grenada; i al Carib, a la zona de l'oceà Índic i a Indonèsia. És un cacau reconegut com de gran qualitat, d'escàs contingut en tanins, reservat per a la fabricació de les xocolates més fines. L'arbre és fràgil i d'escàs rendiment. El gra és de clova fina, suau i poc aromàtic. Representa, com a màxim, el 10% de la producció mundial.

- El foraster: originari de l'alta Amazònia: es tracta d'un cacau normal, amb els tanins més elevats. És el més cultivat i avui dia prové normalment d'Àfrica. El gra té una clova gruixuda, és resistent i poc aromàtic. Per neutralitzar les seves imperfeccions, requereix un torrat intens, d'on procedeix el sabor i l'aroma de cremat de la majoria de les xocolates.

- Els híbrids, entre els quals destaca el trinitari: és un encreuament entre el crioll i el foraster, encara que la seva qualitat és més pròxima a la del segon. Com el seu nom indica, és originari de Trinitat on, després d'un terrible huracà que l'any 1727 va destruir pràcticament totes les plantacions de l'illa, va sorgir com a resultat d'un procés d'encreuament. D'aquesta manera, va heretar la robustesa del cacau foraster i el sabor delicat del cacau crioll. A més s'usa normalment barrejat amb altres varietats.

Els millors productors usen grans forasters en les seves mescles, per donar cos i amplitud a la xocolata, però l'acidesa, l'equilibri i la complexitat de la majoria de les xocolates provenen de la varietat criolla.

## Conreu i preparació per a la seva transformació enxocolata
La baia té una escorça rugosa de gairebé 4 cm de gruix. Està replena d'una polpa rosada viscosa, dolça i comestible, que conté entre 30 i 50 grans llargs (blancs i carnosos) acomodats en files a l'enreixat que forma la polpa. Els grans o faves del cacau tenen la forma de mongetes: dues parts i un germen rodejats d'un embolcall ric en tanins. El seu sabor en brut és molt amarg i astringent.
En algunes regions, la recol·lecció del cacau es duu a terme durant tot l'any, però sobretot entre els mesos de maig i desembre. En altres parts del món, l'Àfrica occidental, per exemple, el conreu principal es recol·lecta entre setembre i febrer.
- Guiant-se pel color de la beina i pel so que fa al seu interior en ser lleugerament colpejat, el recol·lector sap quan ha arribat el moment de la collita. Tan aviat com les baies maduren, els anomenats tombadors, amb una falç o amb un ganivet especial de tipus falç fixat sobre una perxa, tallen el peduncle de la baia, anant amb compte de no fer malbé les flors i els brots propers. Després es talla el fruit amb un ganivet en sentit transversal.
- Es tallen les beines sense fer malbé les llavors. Aquestes s'extreuen amb un utensili amb forma de cullera amb la polpa que les envolta, i es disposen en un munt cònic sobre una base de fulles de plàtan. Després s'enrotllen les fulles de la base i s'afegeixen altres fulles grans per envoltar els munts completament. Així s'inicia el procés de fermentació, que dura entre tres i set dies segons el sabor que es desitja.

### Fermentació
Les pinyes del cacau són obertes i buidat el seu contingut de faves de cacau i del líquid blanquinós (la polpa) que les acompanya. Es dipositen en munts i es tapen amb fulles de plataner durant alguns dies i té lloc el procés de la fermentació. En la fermentació: els bacteris i llevats presents a l'aire es multipliquen a la polpa que envolta els grans per la seva concentració de sucres i aquesta es descompon formant un líquid àcid, i alcohol. Això produeix un augment de la temperatura i tenen lloc unes transformacions a l'interior del gra. El seu color canvia del porpra al marró xocolata i l'olor de cacau comença a manifestar-se. L'objectiu d'aquesta fermentació és doble: primer, que la polpa produeixi àcid acètic que s'evapora i que la llavor s'infli, fins que sembli una ametlla gruixuda de color marró. Segon, que es redueixi el seu gust amargant i la seva astringència, i que es desenvolupin els precursors de l'aroma. La qualitat dels grans depèn d'aquest procés de fermentació. Si és excessiu, el cacau pot fer-se malbé; si és insuficient, pot adquirir un gust de patates crues i són atacats per fongs.
A continuació, s'estenen els grans i es deixen assecar. A les grans plantacions, això es fa amb grans safates, tant a l'exterior perquè actuïn els rajos del sol, com en porxos, mitjançant calor artificial. El pes dels grans disminueix amb aquest procés una quarta part del seu pes original.
A zones rurals, centenars de tones s'assequen en petites safates. En alguns casos, a certes regions d'Amèrica es practica encara la dansa del cacau: els natius descalços trepitgen i caminen per sobre els grans i, de tant en tant, durant la "dansa" es ruixa sobre els grans argila vermella amb aigua per obtenir un millor color, polit i amb protecció contra els fongs durant el viatge a les fàbriques dels països industrialitzats, on se sotmetrà a les transformacions encaminades a obtenir finalment la xocolata.

### Torrefacció, Espellofat, Desgreixat
El cacau segueix un procés de torrefacció que afina més les seves aromes i li mata l'astringència i l'amargor en molt bona part. Se'l separa de la pellofa i els grans (ametlles o faves) estan ja a punt per ser esmicolats (nibs). Es molturen i se n'obté una pasta anomenada licor o pasta de cacau que conté al voltant d'un 55% de mantega. Per pressió en premses se n'extreu una gran part de la mantega de cacau, que és el nom de la seva fracció grassa que més tard es farà servir per la fabricació de la xocolata. El que en resulta, doncs, a banda de la mantega de cacau és el tortó de cacau, que conserva una proporció residual de mantega, típicament entre un 10 i un 20%, segons els usos a què vagi destinat cada cacau. El tortó és molturat i dona lloc al cacau magre o desgreixat en pols.

### Cacau natural i cacau alcalinitzat
El cacau, sense més tractament és lleugerament àcid (pH 5-6) de color vermellós i sabor lleugerament astringent. Se'l coneix per cacau natural. Per alguns usos en què interessa un gust més axocolatat, un color més fosc (que pot arribar a negre en alguns productes com algunes galetes) o també una solubilitat augmentada, se'l sotmet a un procés d'alcalinització. Mitjançant una solució de carbonat potàssic, altes temperatura i pressió, el cacau resultant rep el nom d'alcalinitzat. En el procés d'alcalinització una part majoritària de les catequines que són els flavanols responsables de la funció vasodilatadora del cacau, són transformades en tannins -i així el cacau alcalinitzat deixa de tenir en bona part les virtuts vasodilatadores que el cacau natural té.

## Usos medicinals

### Composició química
- Les llavors del cacau (l'ametlla representa un 85-90% del pes de la llavor) contenen un 55% de lípids, principalment constituïts per glicèrids dels àcids esteàric, palmític i oleic, variant poc en relació amb l'origen geogràfic. És la mantega de cacau.
- Els compostos polifenòlics (5-10%), catecols, leucoantocians, antocians i tannins més o menys condensats, s'oxiden durant la fermentació i acoloreixen les llavors.
- És ric en un alcaloide, la teobromina (1-2%) i també conté una ínfima porció de cafeïna (0,05-0,3%). També conté minerals com el ferro i el magnesi, a més de petites quantitats de vitamines A, B1, B2, niacina, D, E, àcid pantotènic, potassi, calci, fòsfor, zinc i coure.

### Indicacions terapèutiques
- El cacau entra a formar part de diversos preparats utilitzats en l'alimentació del lactant (farines infantils) tot i que en una quantitat limitada.
- Aliments de situacions especials; com complement alimentari per l'embaràs, lactància, etc.
- Com aromatitzant i correctiu de sabors d'alguns medicaments, ja que conte un oli essencial que li proporciona un sabor particular.
- El cacau també s'utilitza en la fabricació de bombons, xocolata i altres productes alimentaris, destaquen: Cacau en pols, Xocolata, Soluble del cacau.

La mantega de cacau entra en la composició de nombrosos preparats farmacèutics i cosmètics:
- Utilitzat com excipient de supositoris, encara que avui en dia ha estat substituït per altres productes que es conserven millor.
- Com a protector labial enfront l'aparició d'esquerdes als llavis produïdes per la sequedat o el fred.
- Aparició d'esquerdes als mugrons de les mares lactants.
- Cremades, erupcions i irritacions de la pell.
- En la cura d'hemorroides i vaginitis.

### Accions farmacològiques
- Diürètic suau ja que la teobromina és un alcaloide amb una fórmula química (S-7-Dimetilxantina) que té una estructura semblant a la de la cafeïna, però sense els seus efectes, especialment pel que fa a l'estimulació del sistema nerviós central. La teobromina és més diürètica i té la capacitat que cap medicament té, d'incrementar el HDL (colesterol d'alta densitat).
- Antiinflamatori sobretot del ronyó, pel que s'aconsella en casos de nefritis i nefrosis.
- Tonificant
- Antioxidant ja que conté polifenols i a més els seus fitosterols bloquegen parcialment l'absorció intestinal del colesterol a la dieta. Els flavanols (especialment l'epicatequina) present al cacau natural, és a dir, el no-alcalinitzat, un cop és absorbit al budell prim passa a la sang i actua sobre l'endoteli potenciant la biodisponibilitat de NO (monòxid de nitrogen) amb una potent funció vasodilatadora.
- La mantega del cacau és un poderós cicatritzant.

### Toxicitat
El consum de cacau s'ha relacionat de vegades amb certs episodis de migranya. La teoria més acceptada considera que el cacau i els seus derivats contenen amines biògenes, com la tiramina i la β-feniletilamina (BFEA), capaces de provocar vasodilatació cerebral, que s'associa al dolor provocat per la migranya.
El cacau i els seus derivats també han estat associats a l'aparició d'acne, però estudis recents no estableixen cap relació. La xocolata també ha estat relacionada amb l'aparició de càries però aquestes tenen un procés multifuncional i, per tant, és difícil trobar-ne un culpable. La xocolata i els productes a base de xocolata es consideren actualment menys cariogènics que la sacarosa o fins i tot determinades fruites com el plàtan.
El consum de cacau per via interna i especialment de la xocolata, es desaconsella en els següents casos:
- Al·lèrgia al cacau.
- Digestions pesades per litiasi o dispèpsia biliar (pel seu contingut en greixos).
- Restrenyiment (l'accentua).
- Taquicàrdia.

### Preparació i ús casolà
- Ús intern

1. Decocció de llavors: Es prepara amb 10 o 12 llavors (també anomenades ametlles) per litre d'aigua. Se'n prenen 3 tasses diàries.
2. Decocció de cloves: Es prepara amb 50 grams per litre d'aigua. Se'n prenen 3 tasses per dia.
- Ús extern

1. Mantega de cacau: S'aplica directament, com si fos una pomada, sobre la zona de pell afectada, fins a 6 o 8 vegades diàries.
2. Supositoris i òvuls de mantega de cacau: Preparacions farmacèutiques, s'usen en cas d'hemorroides o de vaginitis.

## Plagues
Diverses plagues i malalties poden produir problemes seriosos per a la producció de cacau; vegeu també: 

- Insectes
  - Mirids o càpsides de cacau (A escala mundial, però especialment a Àfrica occidental)
  - Cramerella conopomorpha ("Cucat de tavelles de cacau" - en S.E. Àsia)
- Fongs
  - Roreri moniliophthora ("Podridura de Tavella Glacial")
  - Perniciosa moniliophthora ("L'Escombra de les Bruixes")
  - Cacaofunesta ceratocystis ("Mal de machete") o ("Els Ceratocystis wilt")
  - Dahliae verticillium
  - Theobromae oncobasidium ("Dieback d'estria vascular")
- Oomycetes 
  - Spp Phytophthora. ("Tavella Negra") especialment Phytophthora megakarya a Àfrica occidental
- Virus
  - CSSV
- Rates i unes altres plagues de vertebrats (esquirols, etc.)

## Apunts històrics

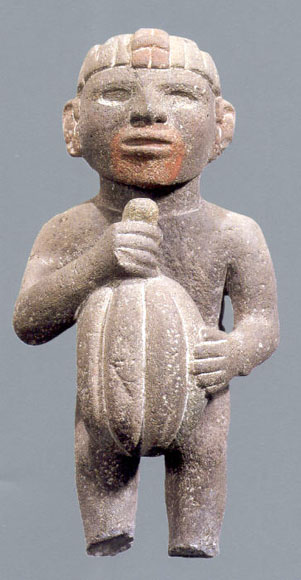
Escultura mexicana d'un home sostenint un fruit de l'àrbre del cacau

Els primers arbres del cacau (en singular, cacahuaquahitl) creixien de manera natural a l'ombra de les selves tropicals de les conques de l'Amazones i de l'Orinoco, fa uns 4000 anys. Els primers conreadors van ser o bé els olmeques, fa tres mil anys, que ocupaven una àrea de selves tropicals al sud de Veracruz, al golf de Mèxic, o bé els maies. Aquests, entorn del segle IV a. de C., diversos segles després de la desaparició dels olmeques, s'havien establert en una extensa regió al sud del Mèxic actual, que s'estén des de la península del Yucatán, a l'Amèrica Central, al llarg de la regió de Chiapas, Tabasco i la costa de Guatemala al Pacífic. Els maies anomenaven l'arbre del cacau kakhauatl: frase relacionada amb el foc (kakh) amagat en les seves ametlles, i l'aigua (atl) molt escassa en Mesoamèrica: es buscava i localitzava l'aigua de manera segura en les proximitats dels arbres de cacau. La frase kakahuaxochlt es refereix a la flor (Xochilt) de l'arbre de cacau. El cacau simbolitza per als maies vigor físic i longevitat.
Els maies van crear una beguda amarga feta de llavors de cacau que consumien exclusivament els reis i els nobles i també usat per a donar solemnitat a determinats rituals sagrats. En els seus llibres, els maies descriuen diverses formes d'elaborar i perfumar la beguda: més líquid o més espès, amb més o menys escuma, amb additius com la mel, anomenada per ells hikoth, el blat de moro o Ixim, el Xile picant…
La xocolata s'usava amb fins terapèutiques. Els metges maies prescrivien el consum de cacau tant com estimulant, com pels seus efectes calmants. Els guerrers ho consumien com una beguda reconstituent, i el sagí de cacau era usat com ungüent per a guarir ferides. Era també usat com a moneda.
Més tard, els maies ho van portar cap al sud, a les terres que ocupaven els tolteques, el poble que va precedir als asteques en la història d'Amèrica Central.
Els asteques van imposar un sistema feudal en el qual les tribus maies i tolteques havien de pagar els impostos en forma de grans de cacau.
El domini asteca va suposar, doncs, la submissió dels tolteques, els olmeques i tots els pobles que van constituir l'immens imperi dels adoradors del Sol i de la Serp Emplomada, o Quetzalcóatl, Kuhkulkanper als maies, el déu fundador de l'estirp i de la cultura precolombina de Mèxic. Era precisament a Quetzalcóatl a qui els asteques feien remuntar el primer origen de cacau, regal diví per a alleujar el seu cansament i delectar el repòs. Els asteques van prescriure també una poció a força de cacau barrejat amb la pols dels ossos picats dels seus avantpassats per a guarir la diarrea.
Hernán Cortés va escriure al seu rei, Carles I, el següent respecte del cacau: "és un fruit com d'ametlles que venen molta i tenint-la com a moneda en tota la terra i amb ella es compren totes les coses necessàries". No obstant això, la beguda de cacau que Cortés havia pres en copes d'or durant els banquets organitzats en el seu honor per Moctezuma II era molt diferent al que avui estem acostumats. El xocolatl, així anomenat, era una aigua amarga. Els asteques barrejaven xile picant amb les llavors del cacau torrades i moltes, i afegien farina de blat de moro com emulsionant bàsic per a absorbir el sagí de cacau. L'escuma era una de les parts més importants i delicioses de la beguda. Els maies feien que la beguda fos encara més espumosa abocant-la des d'un recipient elevat a un altre que estava a terra. Més tard, els asteques van inventar una espècie de molinet per a provocar l'aparició de l'escuma.

### La llegenda
Explica la llegenda que el déu Quetzalcoatl (representat pels mortals com la serp amb plomes) va baixar dels cels per a transmetre saviesa als homes i els va portar un regal: la planta del cacau. Pel que sembla, els altres déus no li van perdonar que donés a conèixer un aliment diví i es van venjar bandejant-lo: va ser expulsat de les seves terres pel déu Tezcatlipoca. Aquesta versió en realitat és una confusió amb la versió grega sobre el foc robat als déus (cal recordar que els maies relacionen el cacau amb el foc i l'aigua).
Una altra versió diu que Quetzalcoatl era un déu bo que estava enfrontat a Tezcatlipoca, el déu cruel; aquest va poder més que ell i el va condemnar al bandejament. Sigui com sigui la història, la veritat és que abans d'anar-se'n va prometre tornar per on surt el sol en l'any ce-Àcatl, any u de la canya, segons el calendari asteca, el que després es va associar amb l'arribada de Hernán Cortés.

## Galeria d'imatges

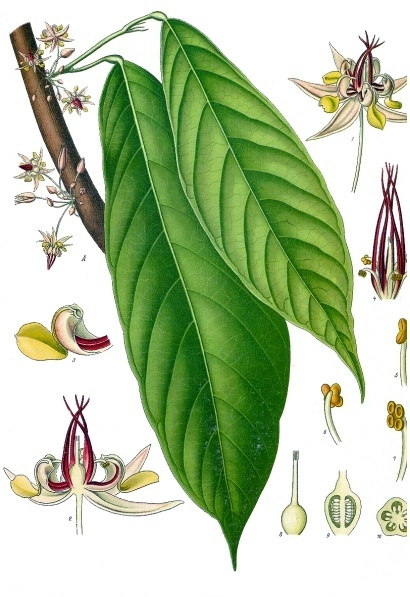
Fulla i flors
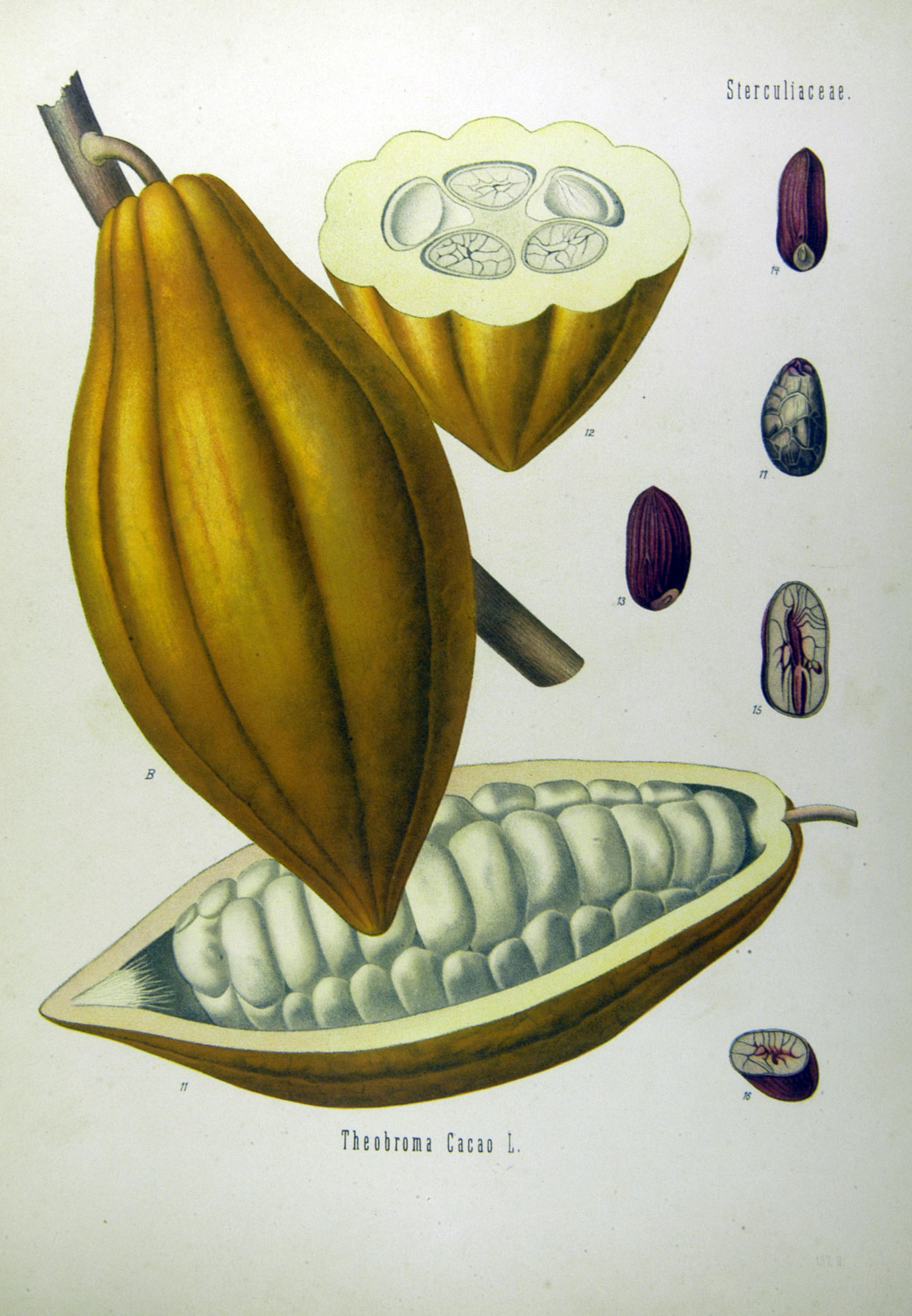
Fruit i llavors
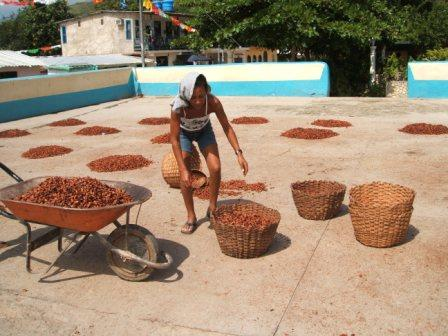
Llavors de cacau assecant-se al sol
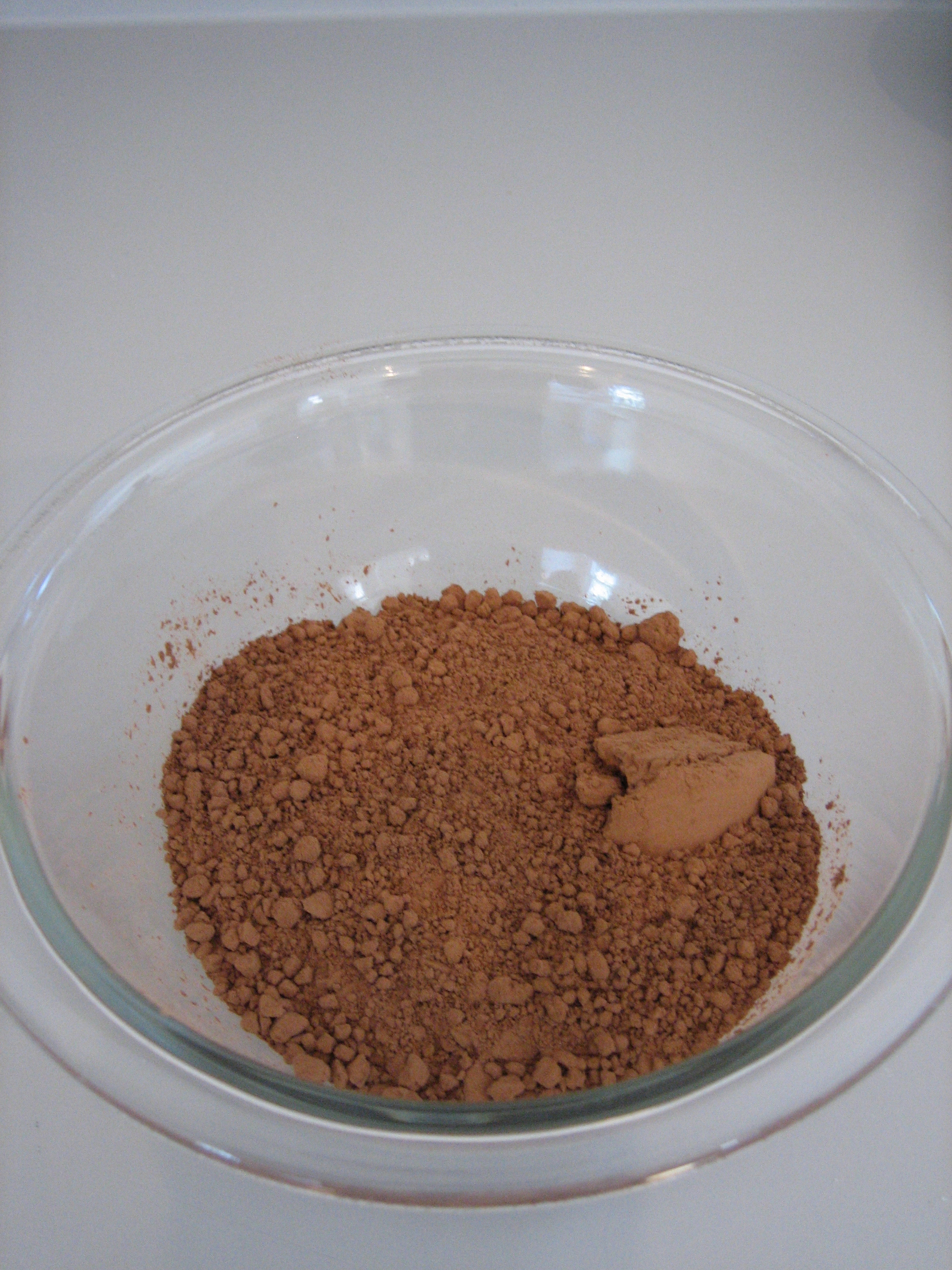
Cacau en pols
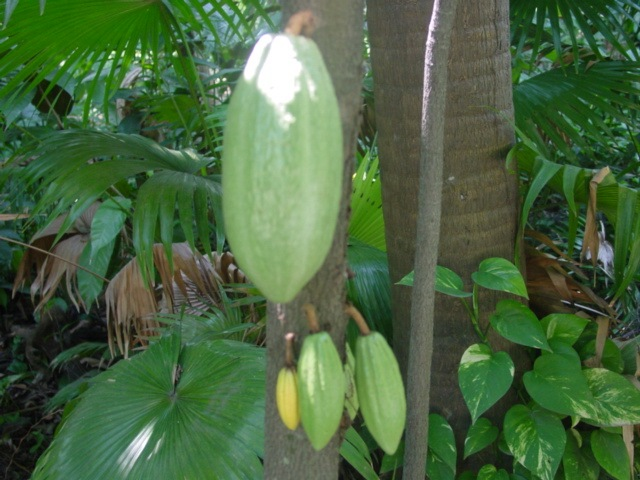
Fruit de cacau
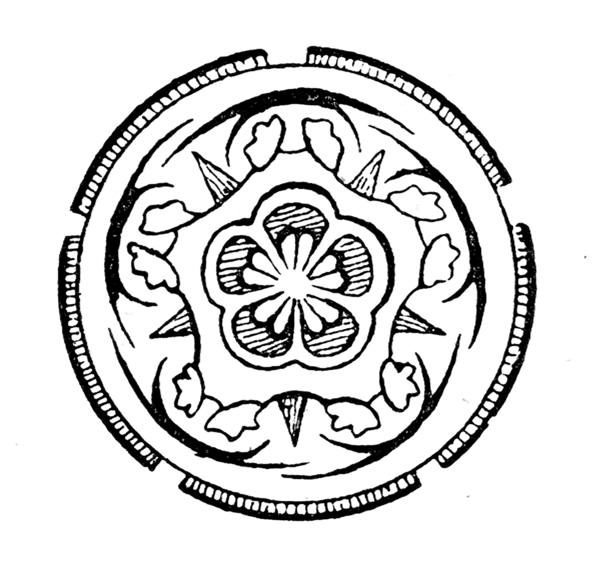
Diagrama de la flor de Theobroma
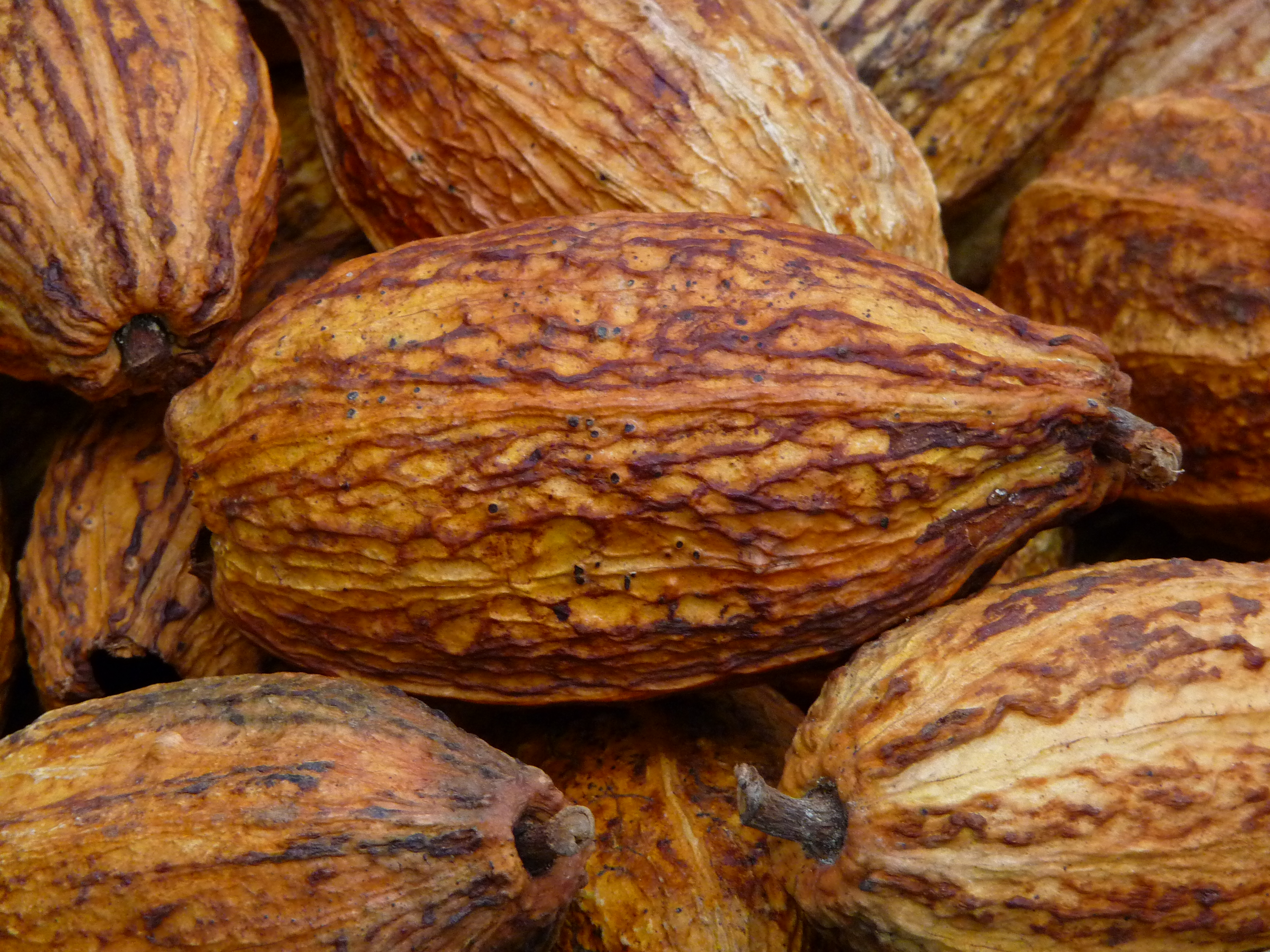
Fruits secs de cacau
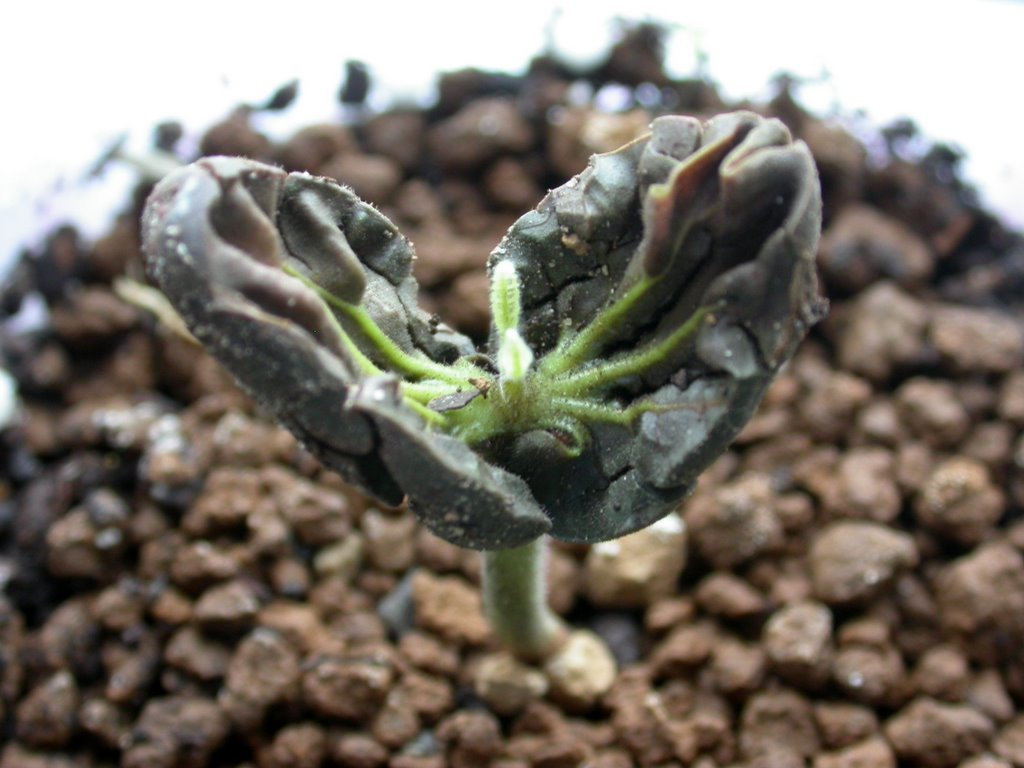
Germinació epigea del cacau 3 setmanes després de la seva sembra
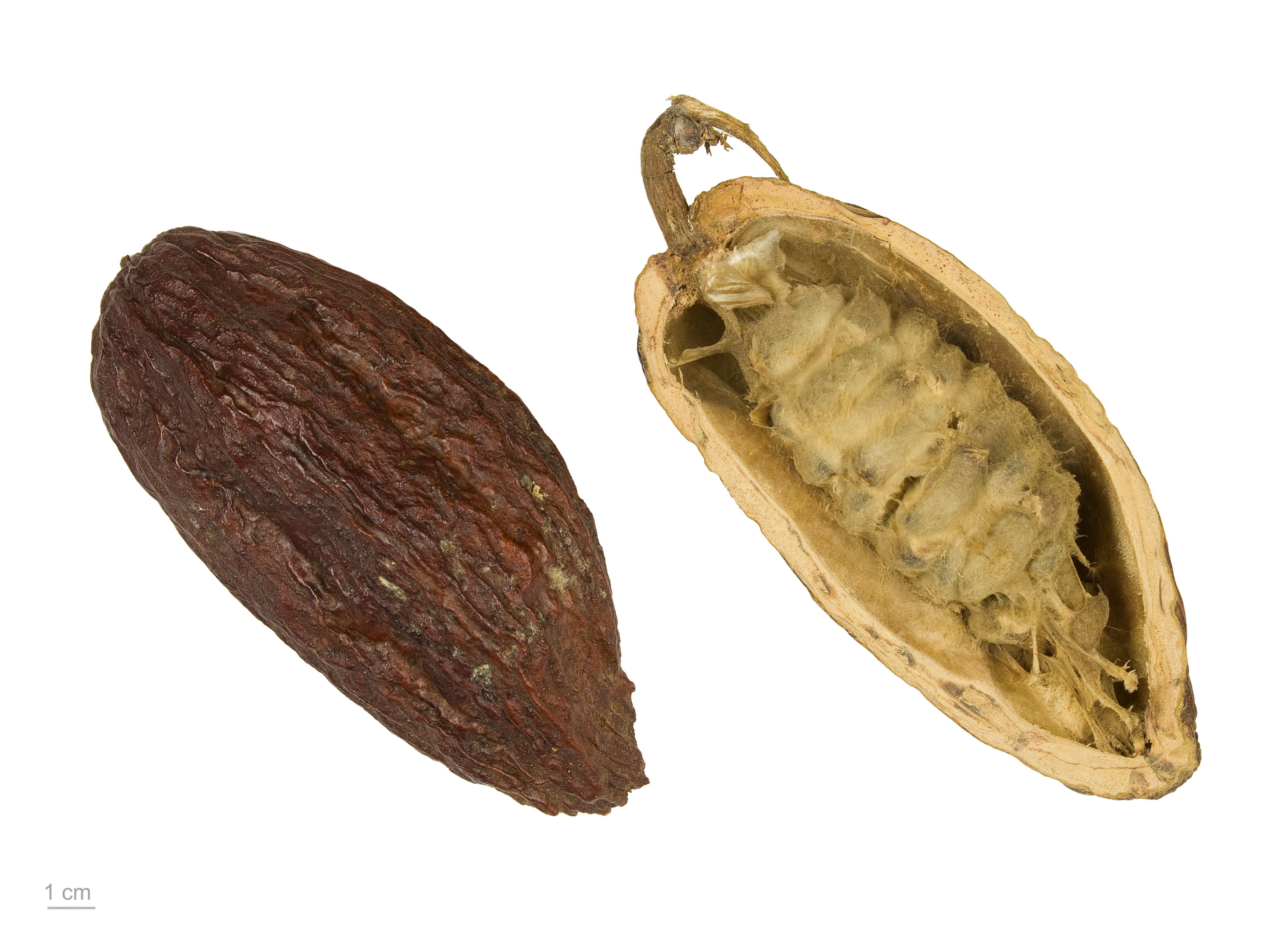
Theobroma cacao